# Dig (comando)
dig (Domain Information Groper) es un comando utilizado en gestión de redes para hacer peticiones a servidores DNS. Se usa en sistemas operativos con núcleo Linux, aunque también es posible ejecutarlo en sistemas Windows. La sintaxis más utilizada (se pueden añadir o quitar parámetros) es:
dig @IP dominio tipo
donde @IP es la IP del servidor DNS al que se le realiza la consulta, dominio es el dominio sobre el que se solicita información y tipo es el tipo de consulta. Por ejemplo, si solicitamos información sobre «de.wikipedia.org» obtenemos:
```
 
$ dig de.wikipedia.org

 
; <<>> DiG 9.3.2 <<>> de.wikipedia.org

 
;; global options:  printcmd

 
;; Got answer:

 
;; ->>HEADER<<- opcode: QUERY, status: NOERROR, id: 56546

 
;; flags: qr rd ra; QUERY: 1, ANSWER: 3, AUTHORITY: 0, ADDITIONAL: 0

 
;; QUESTION SECTION:

 
;de.wikipedia.org.              IN      A

 
;; ANSWER SECTION:

 
de.wikipedia.org.       1288    IN      CNAME   rr.wikimedia.org.

 
rr.wikimedia.org.       593     IN      CNAME   rr.knams.wikimedia.org.

 
rr.knams.wikimedia.org. 3593    IN      A       145.97.39.155

 
;; Query time: 55 msec

 
;; SERVER: 212.185.252.73#53(212.185.252.73)

 
;; WHEN: Wed Mar 14 17:09:47 2007

 
;; MSG SIZE  rcvd: 100

```